# Saint-Séverin-d'Estissac
Saint-Séverin-d'Estissac è un comune francese di 83 abitanti situato nel dipartimento della Dordogna nella regione della Nuova Aquitania.

## Società

### Evoluzione demografica
Abitanti censiti